# Mandu Kangri
Le Mandu Kangri est un sommet des monts Masherbrum, dans le Karakoram au Pakistan. Il se situe à 1,5 km à l'ouest du Masherbrum (7 821 m). Avec 7 163 m d'altitude et 630 m de proéminence, c'est un des plus hauts sommets vierges du monde. Il présente un sommet ouest tout proche (à 300 m), d'une hauteur de culminance de 121 m, lui aussi vierge.
En 1988, une expédition italienne gravit un sommet d'altitude estimée à 7 200 m à l'extrémité ouest du groupe du Masherbrum. Cette ascension est répertoriée par l'Himalayan Index comme celle du Mandu. Le sommet a été à nouveau gravi en 1991 par une expédition britannique, qui appelle le sommet Masherbrum II. Mais une autre expédition britannique tentant le Masherbrum à la même époque affirma que l'altitude du sommet gravi était 500 m inférieure à la première estimation, ce que confirma une autre expédition en 1993.